# Fourni Korseon
Fourni Korseon (tiếng Hy Lạp: ?) là một khu tự quản ở vùng Bắc Egeo, Hy Lạp. Khu tự quản Fourni Korseon có diện tích 45 km², dân số theo điều tra ngày 18 tháng 3 năm 2001 là 1487 người.